# Waka (mitologia)
Waka, en la mitologia hawaiana, és una deessa llangardaix adorada pels caps femenins. En la narrativa Ha'inakolo, va ser enviada sota la forma d'una anguila a la barra Lono-kai des de la terra de Kū'ai-he-lani. Quan Lono-kai va agafar l'anguila i la va obrir, va sorgir una bella dona que el va intentar seduir. En la narrativa de Lā'ie-i-ca-wei, Waka actua com la guardiana d'una nena bonica fins que li pugui trobar un marit adequat.
El Waka Mons, una muntanya de Venus, porta el seu nom per ella.